# Septemvrijtsi (distrikt i Bulgarien, Vidin)
Septemvrijtsi (bulgariska: Септемврийци) är ett distrikt i Bulgarien.   Det ligger i kommunen Obsjtina Dimovo och regionen Vidin, i den nordvästra delen av landet, 170 km norr om huvudstaden Sofia.
Omgivningarna runt Septemvrijtsi är en mosaik av jordbruksmark och naturlig växtlighet. Runt Septemvrijtsi är det ganska glesbefolkat, med 40 invånare per kvadratkilometer.